# 科里-尼古劳大环内酯合成
科里-尼古勞大环内酯合成是羟基酸在温和条件下，非质子溶剂中分子内成环反应成环的反应。

由于分子间反应的竞争，大环分子内羧酸和羟基形成内脂的反应一般需要在高度稀释的溶液中进行。1974年，科里和尼古勞报道了由2,2'-二硫化联吡啶催化的大環內酯合成法。温和的反应条件和非质子溶剂环境使该法被应用在很多全合成路线中。

## 反应机理
羧酸首先与2,2'-Dipyridyldisulfide反应生成活化的2-pyridinethiol ester，然后质子转移生成六元环中间体。在六元环中间体中羧酸和羟基都被进一步活化，从而发生酯化反应形成内酯。